# Crosio della Valle

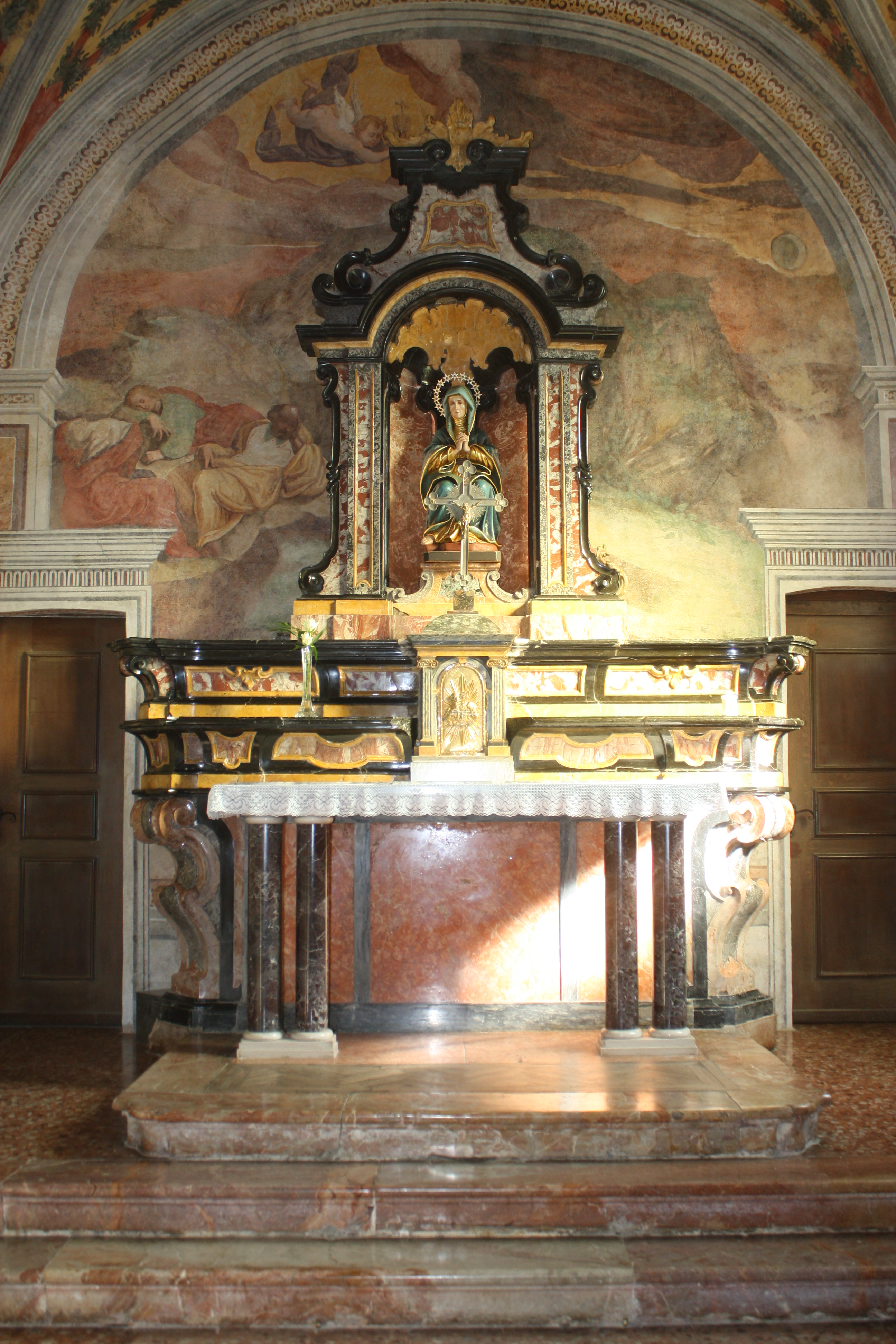
Pfarrkirche Sant’Apollinare, Hauptaltar

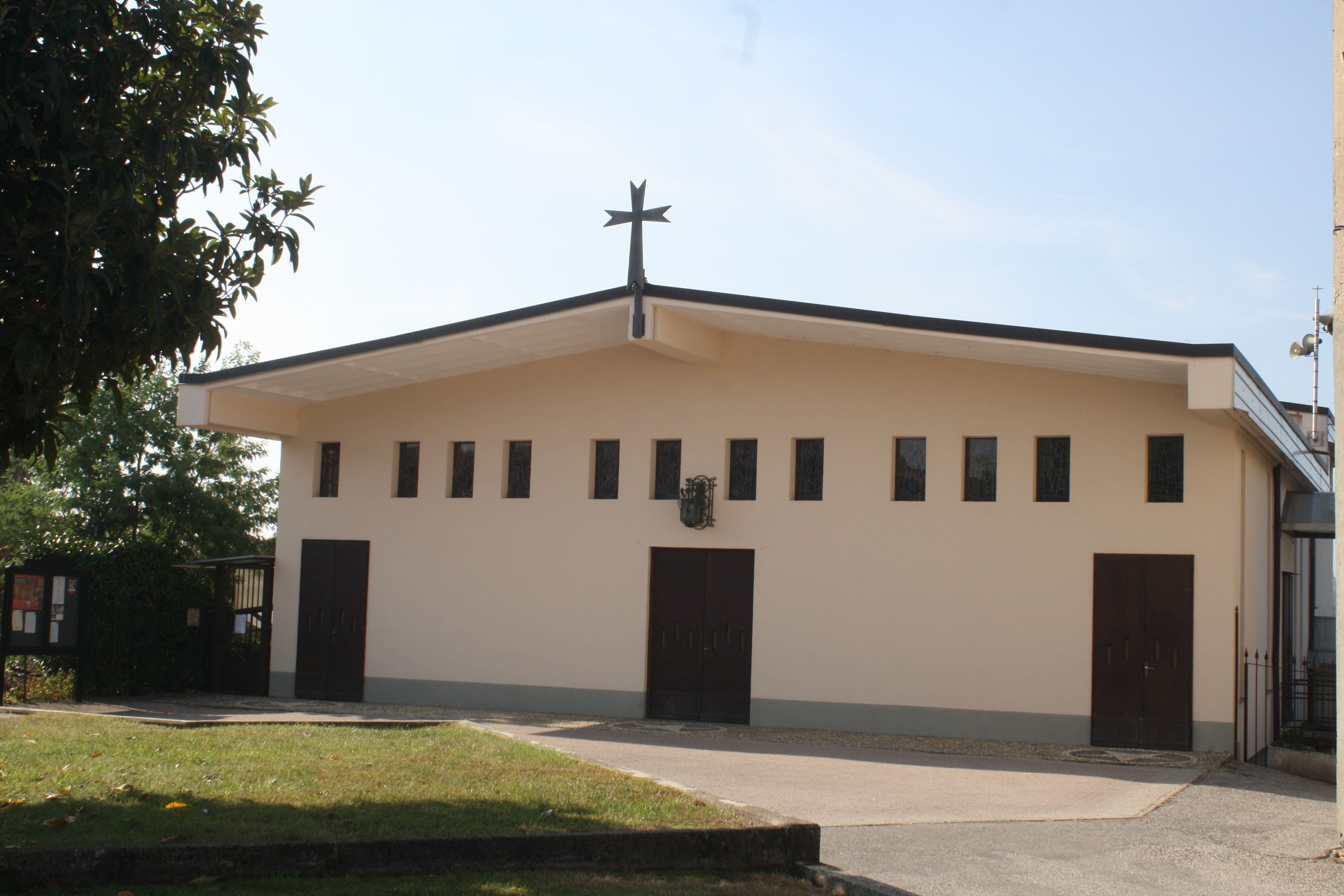
Kirche della Resurrezione

Crosio della Valle ist eine italienische Gemeinde (comune) in der Provinz Varese in der Region Lombardei.

## Geographie
Die Gemeinde liegt etwa 7,5 Kilometer südwestlich von Varese nahe dem Strona. Die bedeckt eine Fläche von 1.49 km². Die Nachbargemeinden sind Azzate, Casale Litta, Daverio, Mornago und Sumirago.

## Geschichte
Das Dorf Crosio, das zur Pieve von Varese gehörte und in den Statuten der Straßen und Gewässer der Grafschaft Mailand erwähnt wurde, gehörte zu den Gemeinden, die zur Instandhaltung der Straße von Rho beitrugen (1346). Im Jahr 1538 wurde das Gebiet, das zum Val Bodia gehörte, an Egidio Bossi verleast. In den Registern des Estimo (Grundbuch) des Herzogtums Mailand von 1558 und späteren Aktualisierungen war Crosio unter den in derselben Pieve erfassten Gemeinden. Im Jahr 1717, am 28. September, wurde dem Markgrafen Fabrizio Benigno Bossi durch ein Dekret des Gouverneurs gestattet, das Tal Val Bossa zu nennen.
Nach den Antworten auf 45 Fragen der zweiten Volkszählung von 1751 war das 142 Seelen zählende Territorium stets an den Marquis Bossi verlehnt, dem keine Lehnsbezüge gezahlt wurden. Die gerichtlichen Funktionen wurden von dem feudalen Podestà Nicola de Cristofori aus Varese ausgeübt, der jährlich sieben kaiserliche Lire als Gehalt erhielt. Die Hauptstadt von Val Bossa war Gazzada; der Konsul leistete jedoch seinen gewöhnlichen Eid auf die Strafbank der Stadt Varese. Die Gemeinde hatte keinen allgemeinen Rat und wurde durch einen Abgeordneten und einen Konsul vertreten, die von den Männern der Gemeinde nach Belieben gewählt und ersetzt wurden und die Interessen der Gemeinde wahrnahmen.
Der Kanzler residierte in Bosto, Fraktion von Varese. Da es weder Archive noch öffentliche Räume gab, wurden die wenigen vorhandenen Schriften von den Gebrüdern Masnaghi aus Varese als den ersten Assessoren der Gemeinde aufbewahrt.

## Bevölkerung
| Bevölkerungsentwicklung | Bevölkerungsentwicklung | Bevölkerungsentwicklung | Bevölkerungsentwicklung | Bevölkerungsentwicklung | Bevölkerungsentwicklung | Bevölkerungsentwicklung | Bevölkerungsentwicklung | Bevölkerungsentwicklung | Bevölkerungsentwicklung | Bevölkerungsentwicklung | Bevölkerungsentwicklung | Bevölkerungsentwicklung |
| ----------------------- | ----------------------- | ----------------------- | ----------------------- | ----------------------- | ----------------------- | ----------------------- | ----------------------- | ----------------------- | ----------------------- | ----------------------- | ----------------------- | ----------------------- |
| Jahr                    | 1751                    | 1805                    | 1853                    | 1881                    | 1901                    | 1921                    | 1951                    | 1971                    | 1991                    | 2001                    | 2011                    | 2021                    |
| Einwohner               | 142                     | 188                     | *233                    | 345                     | 324                     | 336                     | 296                     | 463                     | 476                     | 572                     | 611                     | 596                     |

- 1809 Fusion mit Daverio

## Sehenswürdigkeiten
- Pfarrkirche Sant’Apollinare di Ravenna martire. Der ursprüngliche Bau dieses Gebäudes geht nach neuesten archäologischen Erkenntnissen auf die Zeit um das Jahr 1000 in der Karolingerzeit zurück, woraufhin es 1119 zu einer Kapelle für die dort lebenden Benediktinerinnen umgebaut wurde. Mitte des 16. Jahrhunderts besuchte der heilige Karl Borromäus die Kirche und nach diesem Besuch und seinen Anweisungen wurde sie umgebaut, um mehr Gläubige aufzunehmen. Dass die Kirche selbst ein beliebter Ort für die Kroaten war, beweist eine Reihe von Fresken, von denen eine den heiligen Karl im Gebet darstellt. Ein schönes älteres Triptychon, das auf der rechten Seite vor dem Presbyterium deutlich sichtbar ist, wird Galdino da Varese zugeschrieben und auf 1505 datiert. Die jüngste Restaurierung der Kirche (dank der Bemühungen des Komitees für die Restaurierung und der Arbeit von Rossella Bernasconi und ihren fähigen Mitarbeitern) hat eine weitere Reihe von Fresken im Presbyterium, im Triumphbogen und an der Nordwand ans Licht gebracht, die auf das Jahr 1607 datiert sind und der Schule der Familie De Avogadro zugeschrieben werden. An der der Straße zugewandten Fassade sind die Figuren des heiligen Abtes Antonius und des heiligen Christophorus zu sehen, während in der Mitte über der Eingangstür ein Fresko mit einer Madonna mit Kind zu sehen ist; im Tympanon ist die Taube des Heiligen Geistes zu sehen und eine besser erhaltene Dekoration. Auf dem Triumphbogen ist die Szene der Verkündigung zu sehen, während an der Wand hinter dem Barockaltar die Szene der Jesu in Gethsemani zu sehen ist, obwohl die Christusfigur fehlt, die aus der hinteren Barocknische entfernt wurde, in der sich eine Holzstatue der Schmerzensmutter befindet.

## Persönlichkeiten
- Francesco Prina (1919–?), Radrennfahrer